# ワーカホリックス (企業)
ワーカホリックス株式会社（WORKAHOLICS, INC.）は、現代美術・デザイン関連のオリジナル商品を企画・販売している日本の株式会社。
柏木篤が代表取締役を務める。直営店舗「ラムフロム・ザ・コンセプトストア」やオンラインストアを運営し、草間彌生・村上隆・奈良美智・会田誠などの人気グッズを取り扱っている。また、フリーペーパー「lammfrommer zettel's traum（ラムフロマー・ツェッテルズ・トラウム）」も発行している。

## 主な事業内容
- 現代美術、デザイン関連のオリジナル商品企画、製作
- 美術品の展示、販売
- セレクト商品の輸入
- 自社商品の輸出
- 直営店舗、オンラインストアでの販売
- 国内外の美術館・ショップへの卸販売
- 美術関連書の出版